# QJZ-171
QJZ-171または171式重機関銃（171しきじゅうきかんじゅう）は、ノリンコが中国人民解放軍向けに設計・製造した重機関銃である。特殊な12.7×108mm軽量弾を発射する。QJZ-89重機関銃の後継である。

## 概要
本銃は、アメリカのXM312やXM806と同様に超軽量重機関銃として設計されている。三脚を含むシステム全体の重量はわずか16.8 kg (37.0 lb)である。本体の重量は10.8 kg (23.8 lb)で、三脚の重さは6 kg (13.2 lb)である。
反動と重量を軽減するためのフリーフローティングバレル、改良型マズルブレーキ、新しい軽量弾薬を装着した複合弾薬ベルトおよびチタン合金製部品を特徴とする。レシーバーにはバイポッドが装着される。歩兵1名で運搬でき、2名で運用される。弾倉は、重量軽減のためプラスチック複合材でできている。
本銃はロータリーボルト式・オープンボルト式・ガス圧作動式である。ハイブリッドショートリコイルシステムを採用しており、バレル、ガスシステムおよびボルトアセンブリがアウターハウジング内で後退することで最大反動を低減する。
本銃には重量軽減、反動軽減および高精度化のため改良点が多い。特殊合金製の新しい12.7mm焼夷徹甲弾の重量はわずか100グラムである。レシーバー周辺に2組のスプリングバッファーが取り付けられている。銃口には改良型のマズルブレーキが装備されている。集弾性がQJZ-89と比較して改善され、200 m (656.2 ft)で10 cm (3.9 in)となっている。200 m (656.2 ft)の距離で半径24 cm (9.4 in)の目標に確実に命中させられる。1,000 m (3,280.8 ft)の交戦距離で、車両大の目標に対する命中率は70%である。

## 運用国
- 中国:人民解放軍